# Марганцеворудна промисловість
Марганцеворудна промисловість (рос. марганцеворудная промышленность, англ. manganese ore industry; нім. Manganerzbergbau m) — галузь гірничої промисловості, підприємства якої добувають марганцеві (манґанові) руди, збагачують та грудкують їх. Головний споживач марганцевих руд — чорна металургія, на потреби якої витрачається до 95% світового видобутку.

## Промислові запаси марганцевих руд
Промислові запаси марганцевих руд представлені осадовими, вулканогенно-осадовими, метаморфогенними родовищами і родовищами вивітрювання. Понад 70% світових запасів пов’язано з родохрозит-псиломелан-піролюзитовими осадовими родовищами прибережно-морських і лагунових відкладів — Нікопольський манґанорудний басейн (Україна), Чіатурське (Грузія), Мангишлакське (Казахстан) і родовище Оброчиште в Болгарії. Вміст Mn в руді 10-30%. Величезна кількість промислових марганцевих (манґанових) руд зосереджена в залізо-манґанових конкреціях, що вистилають великі площі дна Тихого, Атлантичного і Індійського океанів. Запаси їх становлять 2,5•1012 т і щорічно зростають на 10 млн т за рахунок випадання осадів з морської води. США, ФРН і Японія видобувають конкреції на глибинах до 7 км. У них містяться (мас. %): Mn 25-30; Fe 10-12; Ni 1-2; Со 0,3-1,5; Cu 1-1,5. Концентрація конкрецій на промислових ділянках, що відпрацьовуються, 10-20 кг на 1 м² площі.

### В Україні
У Нікопольському басейні (Україна) видобуток марганцевих (манґанових) руд проводиться переважно відкритим способом на кар’єрах Орджонікідзевського ГЗК (73%), підземним способом на шахтах Марганецького ГЗК (27%). Крім того, діють Шевченківський, Грушівський і Запорізький кар’єри, Чкаловська, Богданівська і Грушівська 2 збагачувальні фабрики. Річний видобуток марганцевих руд в Україні на початку XXI ст. становив близько 10 млн т, виробництво марганцеворудного концентрату — 3,5 млн т.

## Технологія вибобутку і переробки
Марганцеві (манґанові) родовища загалом розкриваються вертикальними або похилими стовбурами (Нікопольське), а також штольнями (Чіатурське, Грузія). Підготовка шахтних полів проводиться панельним, безпанельним і панельноблоковим способами. Для розробки родов. застосовується стовпова система з вийманням стовпів довгими або короткими очисними вибоями. Освоєна технологія видобутку марганцевих руд в лавах, обладнаних механізованими комплексами, і в заходках — комбайнами і навантажувальними машинами. На кар’єрах застосовується потужне гірничотранспортне обладнання, в т.ч. високопродуктивні роторні екскаватори, крокуючі драґлайни та ін.

## Основні країни-розробники, експортери та імпортери марганцевих руд
Серед зарубіжних країн добуває і переробляє марганцеві руди також Болгарія (родовище Оброчиште), Румунія (Східні Карпати), Чехія, Угорщина, ФРН, Македонія, Боснія і Герцеговина, Сербія (Косово), Індія, ПАР, Ґана, Марокко, Бразилія, Австралія, Габон, а також, у менших кількостях — Туреччина, Греція, Іран, Чилі, Аргентина і Таїланд.
Найбільші експортери марганцевої руди: ПАР, Габон, Австралія, Бразилія.
Імпортери — Японія, Франція, Норвегія, ФРН, Італія, США, Велика Британія, Бельгія, Іспанія.